# Campeonato Mundial de Vóley Playa de 2011
El VIII Campeonato Mundial de Vóley Playa se celebró en Roma (Italia) entre el 13 y el 19 de junio de 2011 bajo la organización de la Federación Internacional de Voleibol (FIVB) y la Federación Italiana de Voleibol.
Las competiciones se celebraron en un estadio construido temporalmente en las instalaciones del Foro Itálico de la capital italiana.

## Medallistas
| Evento    | Oro                                     | Plata                                        | Bronce                                     |
| --------- | --------------------------------------- | -------------------------------------------- | ------------------------------------------ |
| Masculino | Emanuel Rego · Alison Cerutti · Brasil  | Márcio Araújo · Ricardo Santos · Brasil      | Julius Brink · Jonas Reckermann · Alemania |
| Femenino  | Larissa França · Juliana Silva · Brasil | Misty May-Treanor Kerri Walsh Estados Unidos | Xue Chen Zhang Xi China                    |

## Medallero
| Núm. | País           | Oro | Plata | Bronce | Total |
| ---- | -------------- | --- | ----- | ------ | ----- |
| 1    | Brasil         | 2   | 1     | 0      | 3     |
| 2    | Estados Unidos | 0   | 1     | 0      | 1     |
| 3    | Alemania       | 0   | 0     | 1      | 1     |
| 3    | China          | 0   | 0     | 1      | 1     |
|      | TOTAL          | 2   | 2     | 2      | 6     |